# Siverth K. Heilmann
Siverth Karl Heilmann (* 8. August 1953 in Maniitsoq) ist ein grönländischer Politiker (Atassut) und Polizist.

## Leben

### Frühe Jahre
Siverth K. Heilmann ist der Sohn von Samson Diderik Søren John Heilmann (1927–?) und dessen Frau Sofie Margrethe Karoline Kristiane Rasmussen (1928–2016). Mit seiner Frau, der Pädagogin Amalie (* 1954), die er am 29. August 1969 heiratete, hat er vier Kinder.
Siverth K. Heilmann besuchte die Schule in Maniitsoq und war dann ein Jahr auf einer dänischen Efterskole. Er wuchs als Jäger und Fischer auf und war somit häufig auf dem Wasser unterwegs, bevor er als Matrose auf dem Polizei- und Rettungsschiff Malik angestellt wurde. Dabei war er auch zwei Jahre als Reservepolizist tätig. 1973 wurde er bei der Polizei festangestellt und arbeitete sechzehn Jahre als Polizist. 1989 wurde er Direktor eines Fischereiunternehmens.

### Politikkarriere
1989 begann er auch seine politische Laufbahn, als er für vier Jahre in den Gemeinderat der Gemeinde Maniitsoq gewählt wurde. Er kandidierte bei der Parlamentswahl 1991, wurde aber nicht gewählt. Bei der Kommunalwahl 1993 konnte er erneut in den Gemeinderat einziehen und wurde zum Bürgermeister der Gemeinde Maniitsoq gewählt. Zudem erhielt er bei der Parlamentswahl 1995 erstmals einen Sitz im Inatsisartut. 1997 wurde er nicht erneut zum Bürgermeister gewählt. Bei der Parlamentswahl 1999 wurde er erneut ins Parlament gewählt. Als er 2001 erneut Bürgermeister der Gemeinde Maniitsoq wurde, trat er dafür aus dem Parlament aus. Bei der Parlamentswahl 2002 kandidierte er folglich nicht.
Bei der Kommunalwahl 2005 wurde er knapp als Bürgermeister abgewählt. Stattdessen kandidierte er bei der Parlamentswahl 2005 und wurde erstmals seit vier Jahren wieder ins Inatsisartut gewählt. Während der gesamten Legislaturperiode war er jedoch beurlaubt, weil er zum Minister für Erwerb, Landwirtschaft und Arbeitsmarkt im Kabinett Enoksen IV ernannt worden war. Im November 2006 gab er das Landwirtschaftsressort an Finn Karlsen ab. Von Januar bis März 2007 hatte er zudem interim das Ministerium für Wohnungswesen, Infrastruktur und Rohstoffe vom zurückgetretenen Jørgen Wæver Johansen inne, bevor er es an Kim Kielsen abgab. Nach dem Zerbrechen der Koalition wurde er im Mai 2007 Minister für Erwerb, Arbeitsmarkt und Berufsbildung im Kabinett Enoksen V.
Bei der Parlamentswahl 2009 wurde Siverth K. Heilmann erneut ins Inatsisartut gewählt, ebenso wie auch 2013. Nachdem er bei der Kommunalwahl 2008 nicht angetreten war, gelang ihm bei der Kommunalwahl 2013 souverän der Einzug in den Rat der Qeqqata Kommunia. Im November 2013 wurde er zum Minister für Wohnungswesen im Kabinett Hammond II ernannt. Im Oktober 2014 verließ die Atassut die Koalition und es mussten Neuwahlen ausgeschrieben werden.
Nach der folgenden Wahl erreichte er nur den ersten Nachrückerplatz, konnte aber von dort aus ins Parlament einziehen, weil die Atassut zwei Minister im Kabinett Kielsen I stellte. Als die Partei im Oktober 2016 jedoch ausschied, musste auch Siverth K. Heilmann seinen Parlamentssitz aufgeben. Im Februar 2017 wurde er zum Vorsitzenden der Atassut gewählt. Bei der Kommunalwahl 2017 wurde er mit den meisten Stimmen aller Kandidaten erneut in den Kommunalrat gewählt.
Bei der Parlamentswahl 2018 wurde er mittlerweile als ältester Abgeordneter wieder direkt ins Inatsisartut gewählt. Im Oktober 2018 wurde er zum Minister für Umwelt, Natur und Forschung im Kabinett Kielsen IV ernannt, nachdem die Partii Naleraq die zuvorige Koalition verlassen hatte. Ende des Monats musste er spontan ins Krankenhaus eingeliefert werden und konnte das Ministeramt vorerst nicht weiter ausüben, sodass er von Erik Jensen vertreten wurde. Erst im März 2019 konnte er sein Amt wieder aufnehmen. Einen Monat später verließ jedoch auch die Atassut die Koalition und er nahm seinen Parlamentssitz wieder an. Nach der Folketingswahl 2019 forderten der Vizevorsitzende Qulutannguaq Berthelsen und der angetretene Bentiaraq Ottosen wegen des ihrer Meinung nach schlechten Wahlergebnisses den Rücktritt Siverth K. Heilmanns als Parteivorsitzender, den dieser ablehnte. Im August 2019 gab er an, beim nächsten Parteitag das Amt des Parteivorsitzenden abgeben zu wollen. Sein Nachfolger als Parteivorsitzender wurde im November 2019 Aqqalu Jerimiassen.
Im Alter von 67 Jahren gelang ihm auch bei der Parlamentswahl 2021 der Wiedereinzug ins Parlament. Zudem gelang ihm die Wiederwahl in den Rat der Qeqqata Kommunia. Im Mai 2024 trat er aus dem Parlament zurück und beendete seine landespolitische Karriere knapp 30 Jahre nachdem er erstmals ins Inatsisartut gewählt worden war. Zur Kommunalwahl 2025 trat er nicht mehr an und beendete somit seine politische Karriere.
Am 20. Dezember 2022 wurde er mit dem Nersornaat in Silber ausgezeichnet. Im Juli 2024 wurde er zum Ritter des Dannebrogordens ernannt.